# Menintingkungsfiskare
Menintingkungsfiskare (Alcedo meninting) är en asiatisk fågel i familjen kungsfiskare med vid utbredning från Indien till Filippinerna och Indonesien. Arten minskar i antal, men beståndet anses ändå vara livskraftigt.

## Utseende
Menintingkungsfiskaren är en liten (16 cm) medlem av familjen, jämnstor med kungsfiskaren och likt denna med rostfärgad undersida, blå ovansida och vit strupe. Den skiljer sig genom blå, ej roströda örontäckare (dock roströda hos ungfågeln), samt avsaknad av gröna toner ovan. Undersidan har också en djupare orangeröd färg.

## Utbredning och systematik
Menintingkungsfiskaren förekommer från östra Indien till Filippinerna och Indonesien. Den delas in i sex underarter med följande utbredning:
- Alcedo meninting coltarti – östra Indien (norra Östra Ghats) och Himalayas fot från centrala Nepal till nordöstra Indien (Assam) österut till Burma, Thailand och Indokina
- Alcedo meninting phillipsi – sydvästra Indien (Kerala) och Sri Lanka
- Alcedo meninting scintillans – södra Myanmar och på thailändska halvön
- Alcedo meninting rufigastra – Andamanerna
- Alcedo meninting verreauxii – Malackahalvön söderut till Riau-, Bangka. och Belitungöarna, österut till Borneo, Palawan och Suluöarna
- Alcedo meninting meninting – Sumatra (inklusive öar utanför dess västra kust) och Java österut till Lombok; även Sulawesi, Banggaiöarna och Sulaöarna

Underarten '’verreauxii inkluderas ofta i nominatformen.
Arten tros vara närmast släkt med herkuleskungsfiskaren men står även nära de afrikanska arterna blåryggig kungsfiskare och kragkungsfiskare.

## Status och hot
Arten har ett stort utbredningsområde och en stor population, men tros minska i antal, dock inte tillräckligt kraftigt för att den ska betraktas som hotad. Internationella naturvårdsunionen IUCN kategoriserar därför arten som livskraftig (LC).

## Namn
Fågelns svenska och vetenskapliga namn kommer från artens namn på javanesiska.

## Bildgalleri

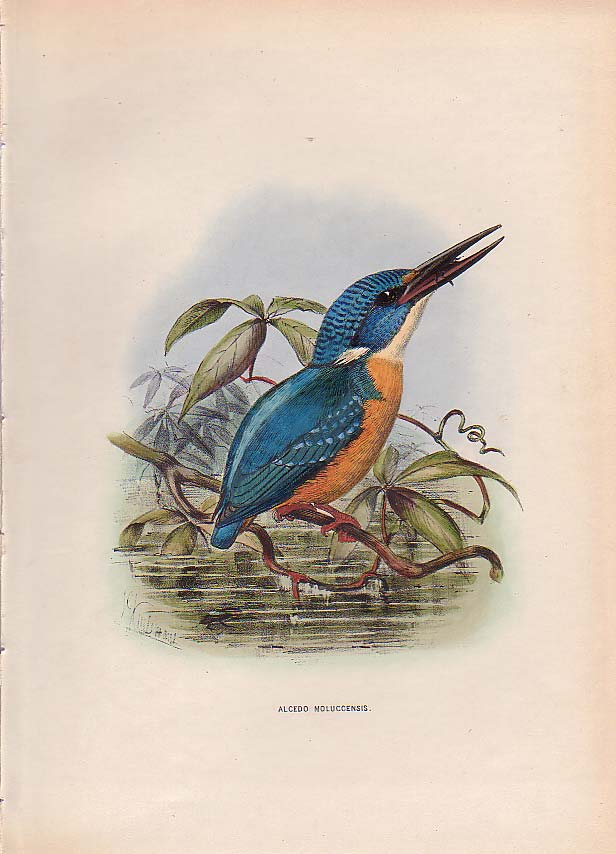
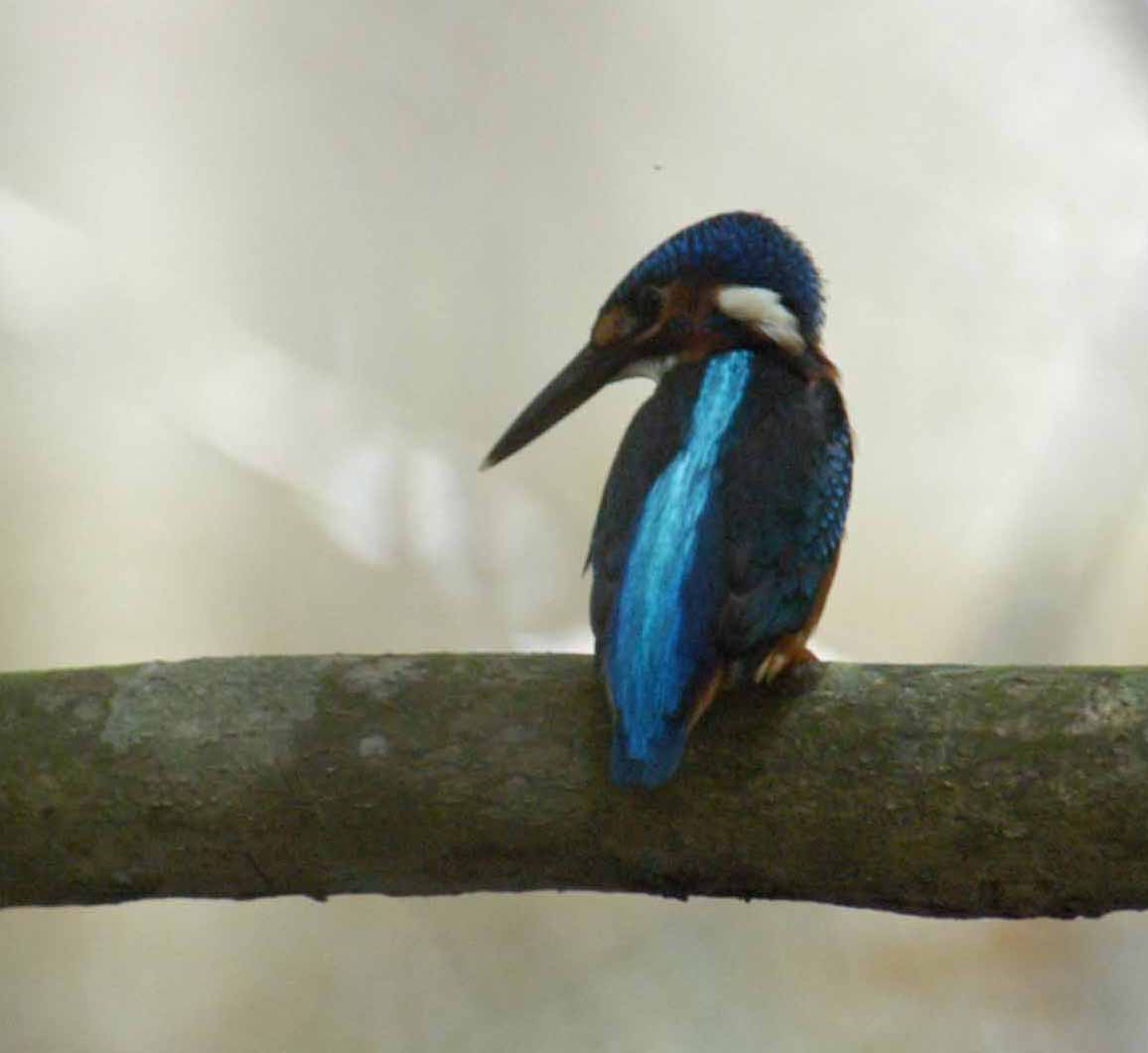
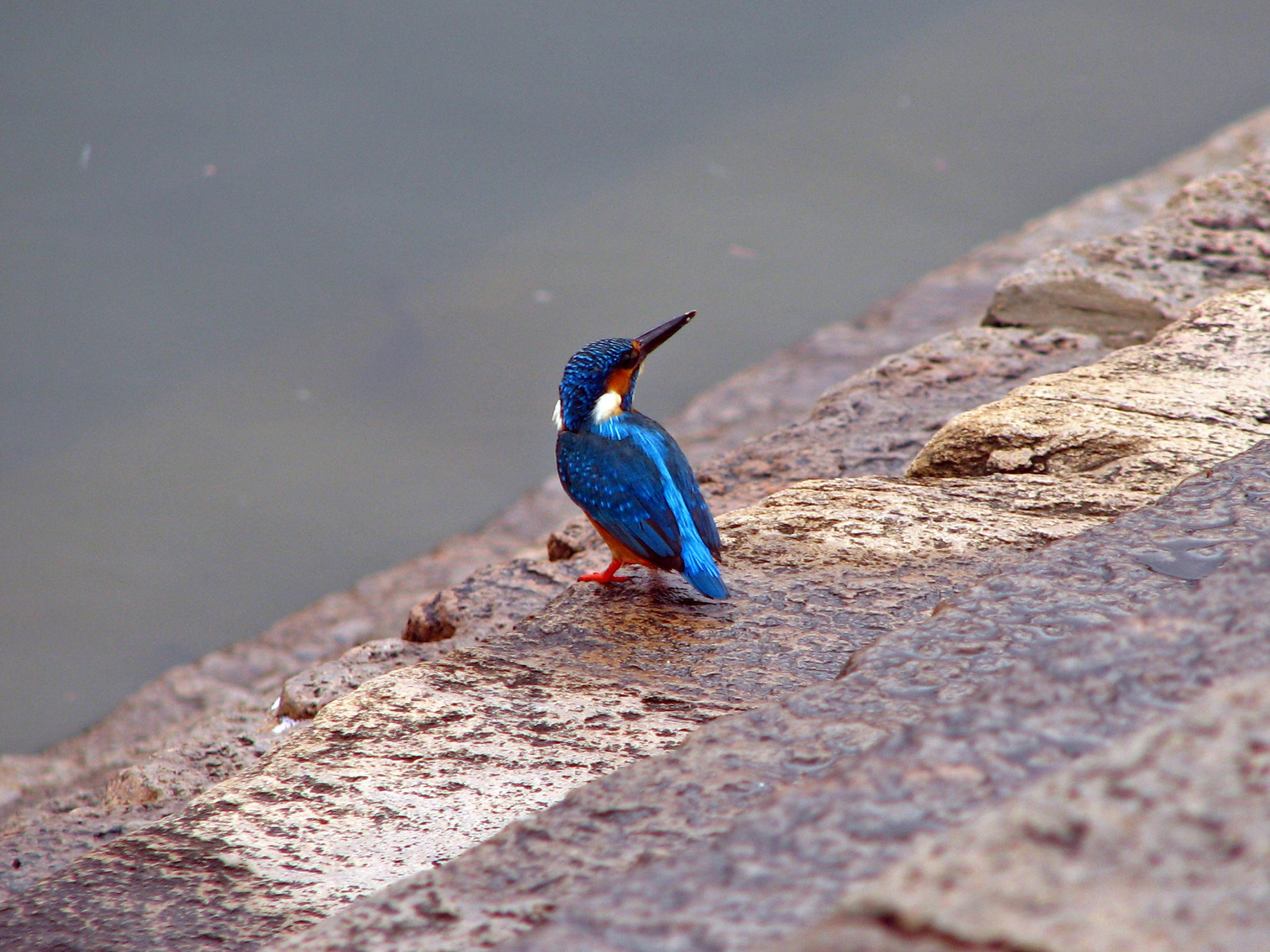